# Ba Lan A và B
Ba Lan A và B (tiếng Ba Lan: Polska "A" i "B" tiếng Ba Lan: Polska "A" i "B") đề cập đến sự khác biệt về lịch sử, chính trị và văn hóa giữa phía tây và phía đông của đất nước, với Ba Lan "A", phía tây Vistula, được phát triển hơn nhiều (GDP bình quân đầu người 3: 1) và có tốc độ tăng trưởng nhanh hơn Ba Lan "B", phía đông của dòng sông. Tổng thư ký Krajowa Izba Gospodarcza Marek Kłoczko, cho biết trong cuộc phỏng vấn năm 2007 rằng các bộ phận được trải rộng hơn và tạo thành ba loại riêng biệt, Ba Lan "A" là thành phố đô thị, Ba Lan "B" là phần còn lại của đất nước và Ba Lan "C" là đồng bằng và các công viên cảnh quan ở phía đông Vistula (Ba Lan "Z", theo Kłoczko), bộ phận này đòi hỏi một cách xử lý khác.
Được biết, các thành phố khá giả của Ba Lan là Warsaw, Kraków, Wrocław và Poznań, và những thành phố đang vật lộn với lượng đầu tư ít hơn ở phía đông bắc gồm có: Rzeszów, Lublin, Olsztyn và Białystok. Tuy nhiên, số liệu thống kê thất nghiệp hiện tại của Ba Lan nói chung không cho thấy sự khác biệt đó nhưng chỉ ra một xu hướng ngược lại trong những năm gần đây, với tỷ lệ thất nghiệp ở phía tây bắc cao hơn so với miền đông trung bộ Ba Lan. Năm 2014, nơi có tỷ lệ thất nghiệp cao nhất trong cả nước là Kujawsko-Pomorskie và Zachodniopomorskie (so sánh bản đồ đường sắt lịch sử và bản đồ hành chính, với bản đồ thất nghiệp 2014, từ cổng thông tin kinh doanh eGospodarka.pl); trong khi nơi có tỷ lệ thiếu việc làm thấp nhất cả nước là ở phía trung đông Mazowieckie.

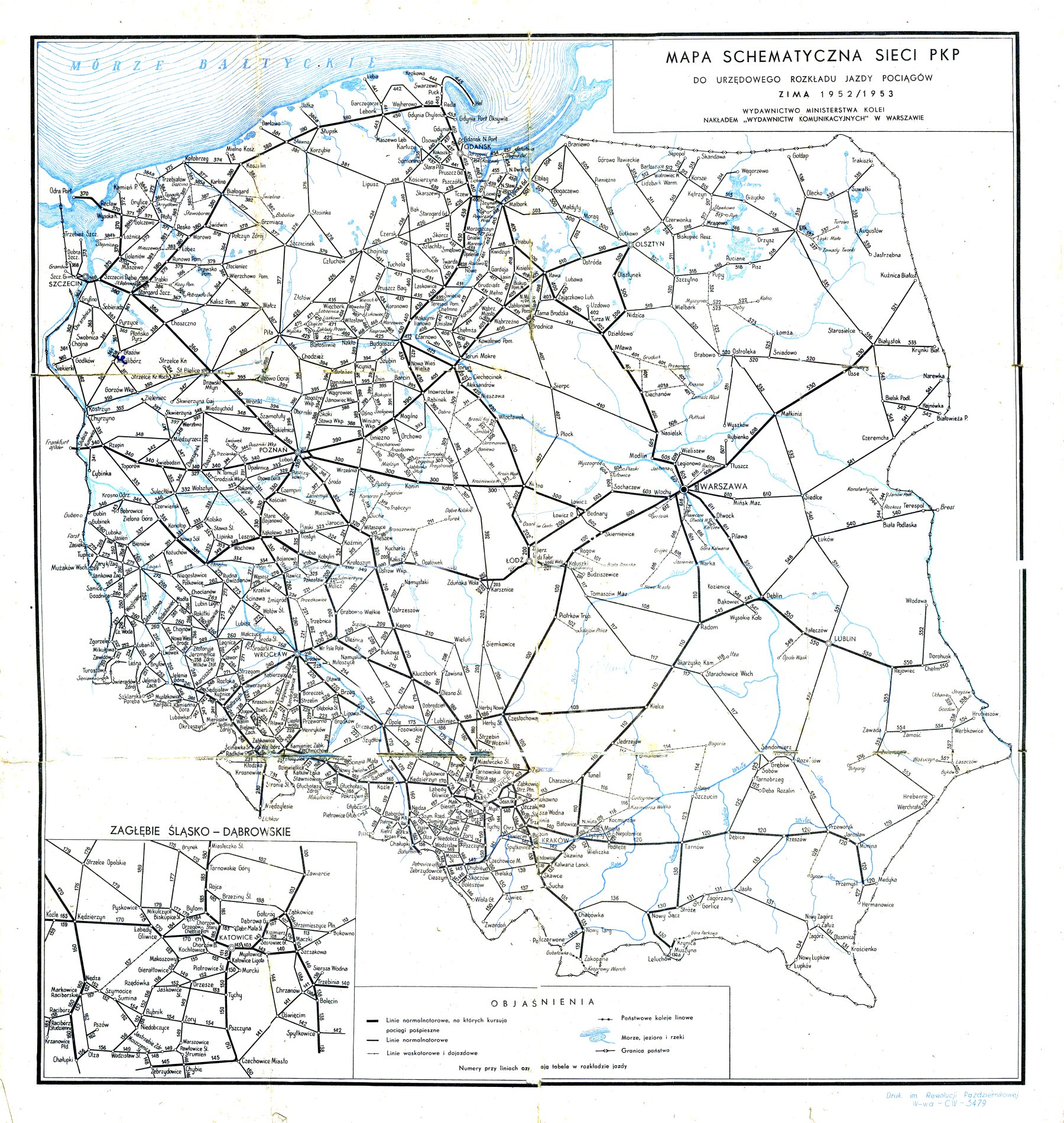
Đường sắt Ba Lan năm 1953, sau Thế chiến II. Mạng lưới đường sắt dày đặc hơn ở phía tây là kết quả của việc khai thác than truyền thống cũng như di sản trước chiến tranh của miền tây Ba Lan, là một phần của nước Đức công nghiệp hóa mạnh mẽ cho đến năm 1945.

## Phân biệt
Sự phân biệt là không chính thức và trong một số cách đơn giản hóa, nhưng nó được thừa nhận và thảo luận rộng rãi ở Ba Lan. 

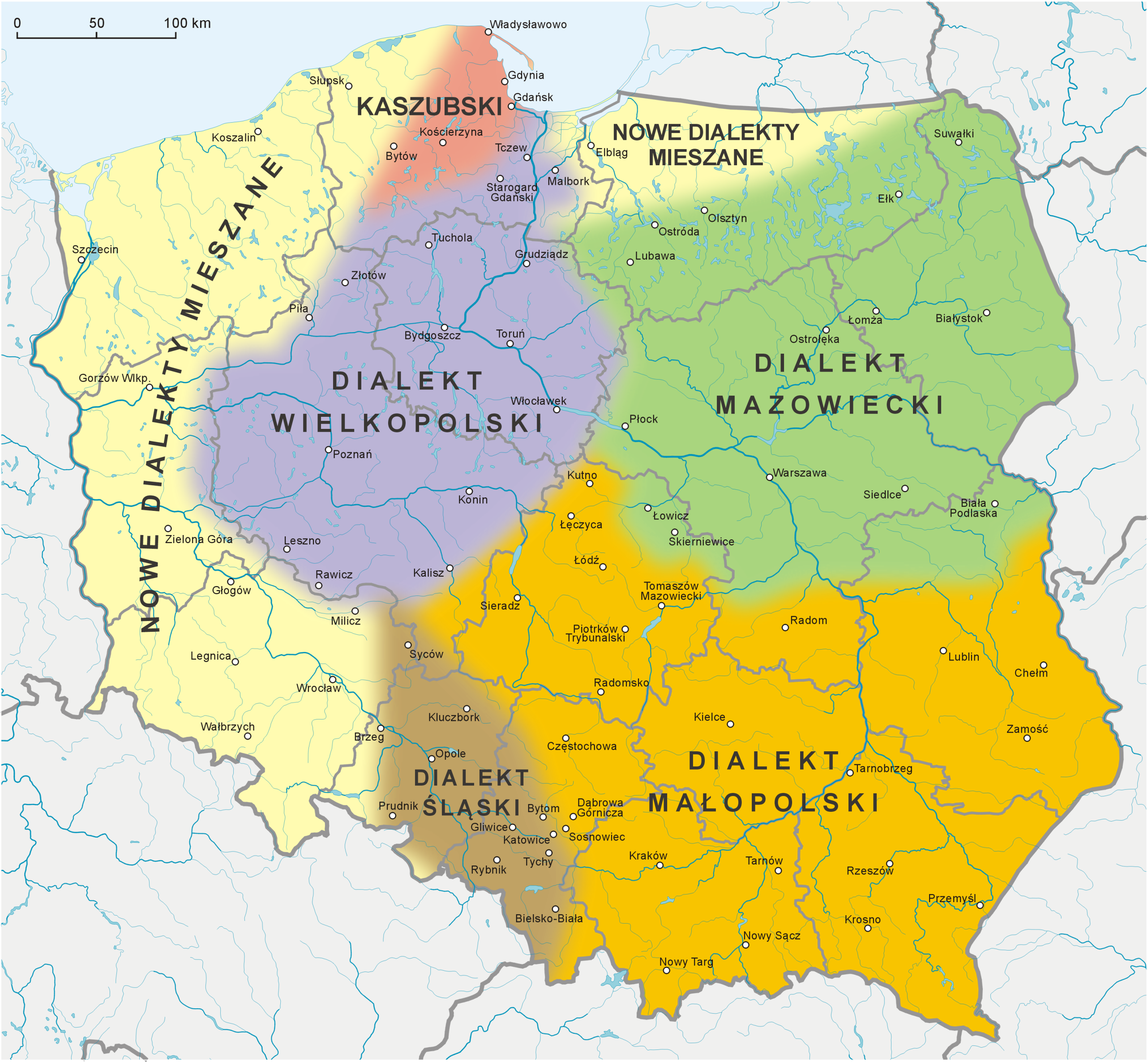
Bản đồ của phương ngữ Ba Lan

Trong lịch sử, nguồn gốc của Ba Lan "A" và "B" có thể được truy nguyên từ thời kỳ phân vùng của Ba Lan và các chính sách khác nhau của các phân vùng, dẫn đến sự phát triển công nghiệp rộng rãi hơn của phân vùng Phổ, so với Áo và Các phân vùng của Nga (bao gồm cả cái gọi là phía đông Kresy) nơi các chính sách khai thác của đế quốc lan tràn.
Theo sự phân chia này, cần lưu ý rằng biên giới của Ba Lan đã thay đổi qua nhiều thế kỷ. Họ di chuyển về phía tây sau năm 1945, để phản ánh Ba Lan dưới triều đại Piasts và Ba Lan dưới triều đại Jagiellonian. Ví dụ, Vác-sa-va ban đầu là một khu định cư ở miền đông Ba Lan. Nó trở thành thủ đô vào thế kỷ 16, và trong lịch sử được phát triển như một phần trung tâm của Vương quốc Ba Lan, sau đó là phần trung tâm phía tây của Khối thịnh vượng chung. Bây giờ nó nằm ở phần trung đông. Các tỉnh miền tây phát triển chậm hơn thường là các khu vực trước đây của Đức vốn đã có mật độ dân số đông đúc và phát triển tốt về cơ sở hạ tầng và công nghiệp trước năm 1945, cư dân chủ yếu hiện là người Ba Lan từ các khu vực Đông Ba Lan cũ. Ví dụ, Olsztyn đã đề cập ở trên là một phần của Phổ kể từ thời Hiệp sĩ Teutonic.

### Chính trị

Bản đồ hành chính của Ba Lan với kết quả của cuộc bầu cử năm 2007 tới Thượng viện Ba Lan; màu cam: Nền tảng công dân, màu xanh hải quân: Luật pháp và Tư pháp

Sự khác biệt giữa "A" và "B" của Ba Lan đặc biệt rõ ràng trong các mẫu biểu quyết của hai khu vực. Trong những năm 1990, Ba Lan "A" có xu hướng ủng hộ Liên minh cánh tả dân chủ (Sojusz Lewicy Demokratycznej, hoặc SLD), với tư cách là người kế thừa thực tế tự do xã hội trong chính trị sau năm 1989 cho đảng cộng sản cũ. Mặt khác, Ba Lan "B" đã bầu chọn PSL (tự do về kinh tế nhưng bảo thủ xã hội) hoặc Liên minh chính trị Bầu cử Đoàn kết (cánh hữu ″) (bảo thủ xã hội). Từ năm 2005, Ba Lan chứng kiến sự tái tổ chức trong hệ thống chính trị của mình. Cư dân của Ba Lan "A" (bao gồm thành phố Vác-sa-va ở Ba Lan "B") đã hỗ trợ Nền tảng dân sự của đảng tự do (PO). Cư dân của Ba Lan "B", mặt khác, có xu hướng ủng hộ đảng Pháp luật và Công lý bảo thủ quốc gia (PiS).